# Ролинсон, Джон Фредерик Пил
Джон Фредерик Пил Ролинсон (англ. John Frederick Peel Rawlinson; 21 декабря 1860 — 14 января 1926) — английский футболист-любитель, барристер и политик. Выступал за футбольные клубы «Кембридж Юниверсити», «Олд Итонианс», «Коринтиан» и «Уондерерс», также за национальную сборную Англии. С 1906 по 1926 год был членом Парламента.

## Футбольная карьера
Джон Ролинсон родился в Уолбертоне (Суссекс) в семье сэра Кристофера Ролинсона, бывшего главного судьи высшего суда Мадраса, и Джорждины Марии Ролинсон (в девичестве Сайдботтом). Окончил Твайфордскую школу и Итонский колледж, после чего поступил в Тринити-колледж (Кембридж). Играл за футбольную команду Кембриджского университета с 1882 по 1883 год. Выступал за позиции вратаря.
Ещё во время учёбы в Кембридже параллельно играл за клуб «Олд Итонианс». В сезоне 1880/81 Ролинсон помог команде дойти до финала Кубка Англии, в котором «Олд Итонианс» проиграл клубу «Олд Картузианс» со счётом 0:3.
В сезоне 1881/82 «Олд Итонианс» вновь вышел в финал Кубка Англии, где обыграл «Блэкберн Роверс» со счётом 1:0 и выиграл этот трофей.
В сезоне 1882/83 Ролинсон и «Олд Итонианс» в последний раз сыграли в финале Кубка Англии, где встретились с клубом «Блэкберн Олимпик». Счёт в матче открыл Гарри Гудхарт в первом тайме, однако во втором тайме Мэтьюз из «Олимпика» сравнял счёт. Вскоре после этого Артур Данн получил травму колена и вынужден был покинуть поле, из-за чего «Олд Итонианс» остался вдесятером (замены тогда не допускались правилами). Основное время завершилось вничью, а в овертайме Джеймс Костли после передачи Джека Йейтса забил гол за «Блэкберн Олимпик», который принёс этому клубу победу в Кубке Англии.
18 февраля 1882 года Джон Ролинсон провёл свою единственную игру за национальную сборную Англии, сыграв «сухой матч» против сборной Ирландии. В этой игре сборная Англии одержала самую крупную победу в своей истории, разгромив ирландцев со счётом 13:0. В матче было забито два хет-трика, их авторами стали Говард Вотон (забивший пять голов) и Артур Браун (забивший четыре гола)
Выступал за клуб «Коринтиан», в 1882 году стал членом комитета этого клуба. С 1885 по 1886 год работал в комитете Футбольной ассоциации.
Также играл за футбольный клуб «Уондерерс».
Чарльз Уильям Олкок так описал Ролинсона: «превосходный вратарь, спокойный и уверенный», хотя «временами слишком небрежный».

## Юридическая и политическая карьера
В 1883 году получил степень бакалавра, а 1887 году — магистра права. В 1920 году получил почётное звание доктора права Кембриджского университета.
По профессии был барристером. С 1884 года работал во Внутреннем темпле, в 1897 году стал королевским адвокатом. Был членом Генерального совета сословия барристеров (англ. General Council of the Bar) с момента его основания в 1894 году, позднее стал его вице-председателем. В 1896 году был назначен окружным судьёй в Кембридже, в 1901 году стал мировым судьёй графства Кембриджшир.
В 1895 году был официальным представителем Казначейства во время официального правительственного расследования рейда Джеймсона в Южной Африке.
В 1906 году был избран в Парламент в качестве члена Консервативной партии от Кембриджского университета. Впоследствии переизбирался, был членом Парламента на протяжении двадцати лет до самой своей смерти.
В 1923 году был назначен тайным советником Его Величества.
Также был директором школы в Итоне, колледже Малверн и Брайтонском колледже, членом Итонского колледжа, почётным членом Пемброк-колледжа и заместителем старшего стюарта Кембриджского университета.

## Смерть

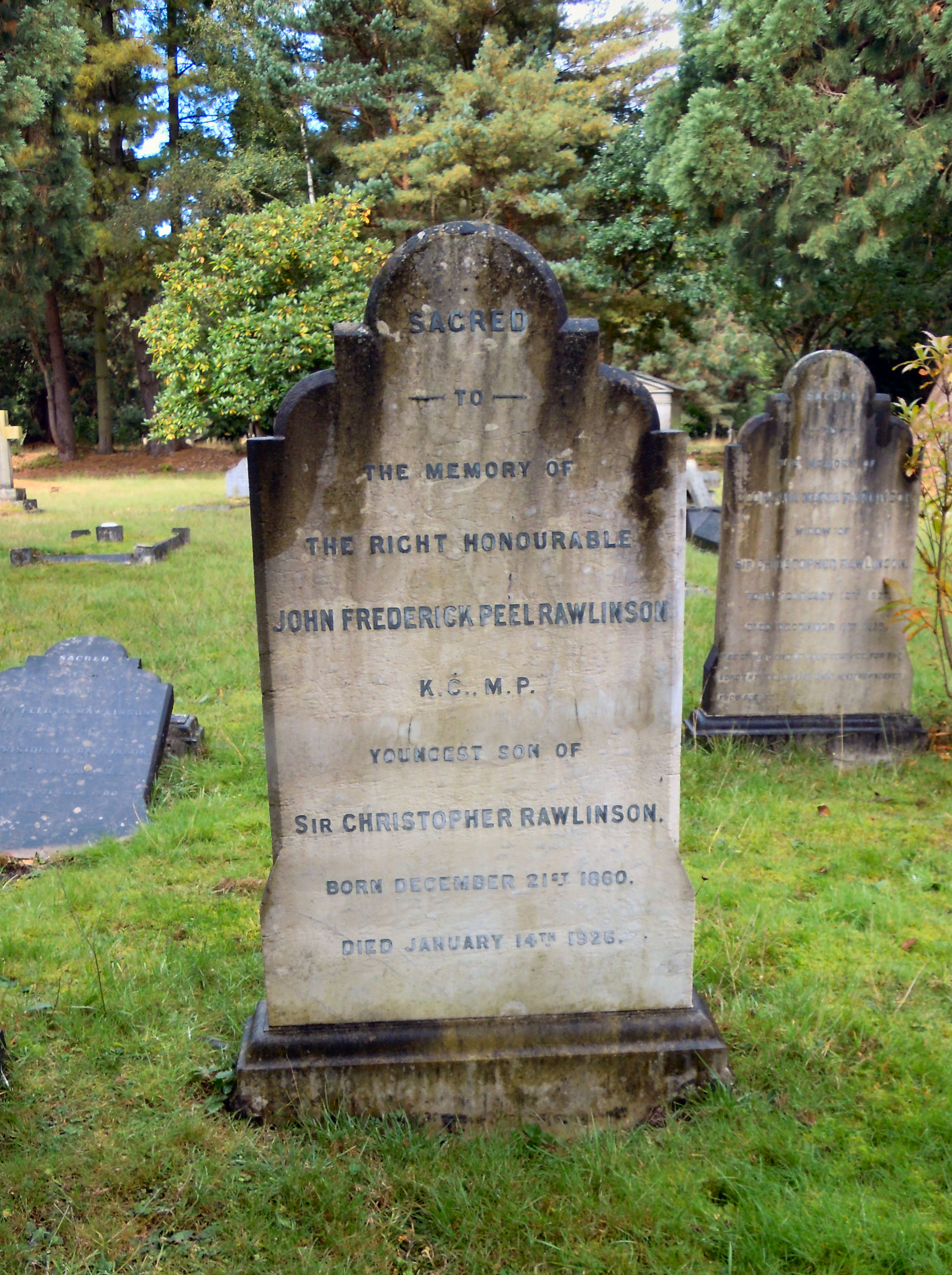
Могила Ролинсона на Бруквудском кладбище

Умер в Лондоне после десяти дней болезни от плеврита в возрасте 65 лет. Похоронен на Бруквудском кладбище.

## Достижения
«Олд Итонианс»
- Обладатель Кубка Англии: 1882
- Финалист Кубка Англии: 1881, 1883